# Jessica Makwenda
Jessica Makwenda (* 21. Oktober 2005) ist eine malawische Schwimmerin.

## Karriere
Makwenda nahm 2021 an den Olympischen Spielen in Tokio teil. Dort war sie eine der beiden Fahnenträger Malawis. Im Wettbewerb über 50 m Freistil erreichte sie Rang 61 von 81.